# Католицизм в Бенине

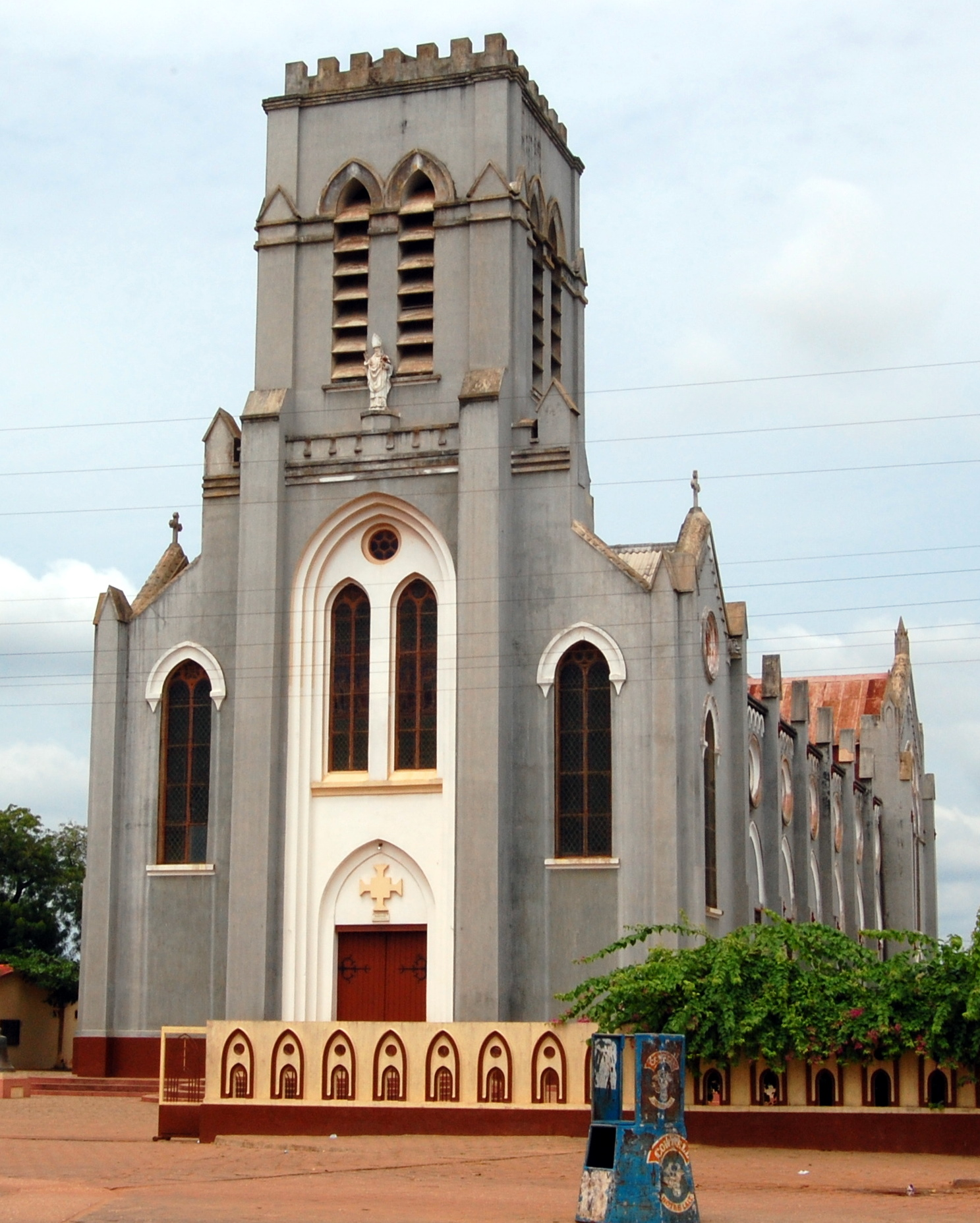
Базилика Непорочного зачатия Пресвятой Девы Марии, Уида, Бенин

Католици́зм в Бени́не, или Римско-католическая церковь в Бенине является частью Вселенской католической церкви. Католическая церковь в Бенине насчитывает около 1 328 000 человек.

## История
Первые католические миссионеры появились на территории нынешнего Бенина в конце XV века, после того как Португалия основала здесь свою колонию. В 1680 году в городе Уида был построен первый католический храм. В 1681 году в Бенин прибыли миссионеры из Лионского Общества африканских миссий, которые основали постоянные миссии в городах Порто-Ново и Агу. 
26 июня 1883 года Святым Престолом была образована католическая территориальная единица Апостольская префектура Дагомеи. В 1928 году был рукоположён первый священник – выходец из Дагомеи. В 1957 году африканец Бернарден Гантен был рукоположён в епископа. В 1984 году Бернарден Гантен был назначен кардиналом. 
Бенин дважды посещал в 1982 и 1993 гг. Римский папа Иоанн Павел II, а также Бенедикт XVI в 2011 г.
В 2016 году было подписано соглашение между Святым Престолом и Бенином, закрепившее правовой статус Католической церкви в стране

## Статистика
В настоящее время на территории Бенина действуют две митрополии: Котону, Параку и восемь епархий, 177 приходов. 
- Архиепархия Котону
  - Епархия Абомей
  - Епархия Дасса-Зуме
  - Епархия Локосса
  - Епархия Порто-Ново

- Архиепархия Параку
  - Епархия Джугу
  - Епархия Канди
  - Епархия Натитингу
  - Епархия Ндали

## Источник
- Католическая Энциклопедия, т. 1, изд. Францисканцев, М., 2002, ISBN 5-89208-037-4